# Pietrari, Vâlcea
Pietrari este satul de reședință al comunei cu același nume din județul Vâlcea, Oltenia, România.

## Vezi și
- Biserica de lemn din Anghelești-Cărpiniș
- Biserica de lemn din Pietrari